# National League (División)
La National League (actualmente conocida como Vanarama National League por razones de patrocinio) es la primera categoría de la National League inglesa y, por ende, la quinta categoría a nivel global del fútbol de este país. A diferencia de las cuatro categorías superiores, que cuentan al completo con equipos profesionales, en la National League existe una mezcla entre conjuntos profesionales y semiprofesionales. La National League es la última división en la que la liga está unificada y no separada de acuerdo con criterios geográficos. A partir de la temporada 2015/16, la liga pasó a ser conocida por su nombre actual, abandonando su antigua denominación: «Football Conference».

## Historia
La liga se formó en 1979, bajo el nombre de Aliance Premier League, y entró en vigor en la temporada 1979-80. Fue el primer intento de crear una liga a nivel nacional que se encontrara por debajo de la Football League, incluyendo a equipos tanto de la Northern Premier League como de la Southern League. Mejoró indudablemente la calidad del fútbol en este bajo nivel y también mejoró la situación financiera de los mejores clubes. Esto se reflejó en la campaña de 1986-87, cuando la Football League aceptó la inclusión de un sistema de descensos y ascensos entre la Conference —nombre que ha prevalecido hasta la actualidad— y la última división del sistema de ligas de la Football League, que por aquel entonces era conocida como la Fourth Division y que actualmente se llama League Two. El primer equipo en conseguir el ascenso de este modo fue el Scarborough, mientras que el Lincoln City fue el primer descendido, a pesar de que se proclamó campeón de la Conference al año siguiente y regresó a la categoría.
Desde la temporada 2002-03, la liga cuenta con dos plazas de promoción a la Football League. La segunda de ellas se otorga al campeón de la eliminatoria que disputan los equipos cuyos puestos finales están comprendidos entre el segundo y el quinto. En el pasado, si el equipo campeón —el único que ascendía— no tenía un estadio que cumpliese los requisitos mínimos para competir en la Football League, ningún conjunto ascendía ese año. A partir de 2002, en caso de que un club consiga la promoción directa o bien el ascenso por medio de la eliminatoria no cuenta con un estadio adecuado, su plaza en la Football League se le otorga al siguiente equipo en cuanto a puesto final que sí cuente con uno. En la temporada 2004-05, la Football Conference incrementó su tamaño mediante la creación de dos nuevas divisiones, North y South, y renombró la división original como Conference National. Estas dos divisiones son paralelas en cuanto a nivel y los equipos que las conforman están divididos bajo criterios geográficos. Dos campañas después, la Conference National pasó a está formada por veinticuatro equipos en vez de veintidós, para lo cual fue necesario que ascendieran cuatro equipos y descendieran dos. Asimismo, incluyó un sistema por el cual ahora se intercambiaban cuatro equipos entre esta liga y las North y South.
La empresa Gola fue el primer patrocinador de la liga, encargándose de ello en las temporadas 1984-85 y 1985-86. Tras el cese del contrato de patrocinio, Vauxhall Motors —la subsidaria británica de la estadounidense General Motors— asumió este papel y patrocinó a la liga hasta la conclusión de la temporada 1997-98. La Conference comenzó la siguiente campaña sin patrocinadores, pero se consiguió llegar a un acuerdo con la Nationwide Building Society justo antes de que está finalizase. Este acuerdo se prolongó hasta el final de la 2006-07, cuando Blue Square tomó el relevo. Este hecho conllevó el renombramiento de las categorías: la Conference National pasó a conocerse como Blue Square Premier, mientras que las dos otras ligas, la North y la South, se conocieron desde entonces como Blue Square North y Blue Square South, respectivamente.En abril de 2010, Blue Square anunció la firma de un nuevo contrato de patrocinio, el cual duraría tres temporadas más. A partir del comienzo de la campaña 2010-11, se produjo un nuevo renombramiento, incluyéndose la palabra «Bet» a continuación de «Blue Square».
En julio de 2013, la Conference llegó a un acuerdo de patrocinio con la compañía de pago en línea Skrill. No obstante, este duró tan solo un año y, al siguiente mes de julio, se firmó un contrato de tres años con Vanarama. Las tres divisiones se conocen ahora como Vanarama Conference, Vanarama Conference North y Vanarama Conference South.

### Campeones
| Temporada | Campeón                    | Ganador de los play-offs |
| --------- | -------------------------- | ------------------------ |
| 1979/80   | Altrincham                 | —                        |
| 1980/81   | Altrincham (2)             | —                        |
| 1981/82   | Runcorn                    | —                        |
| 1982/83   | Enfield                    | —                        |
| 1983/84   | Maidstone United           | —                        |
| 1984/85   | Wealdstone                 | —                        |
| 1985/86   | Enfield (2)                | —                        |
| 1986/87   | Scarborough                | —                        |
| 1987/88   | Lincoln City (1)           | —                        |
| 1988/89   | Maidstone United (2)       | —                        |
| 1989/90   | Darlington                 | —                        |
| 1990/91   | Barnet                     | —                        |
| 1991/92   | Colchester United          | —                        |
| 1992/93   | Wycombe Wanderers          | —                        |
| 1993/94   | Kidderminster Harriers     | —                        |
| 1994/95   | Macclesfield Town          | —                        |
| 1995/96   | Stevenage Borough          | —                        |
| 1996/97   | Macclesfield Town (2)      | —                        |
| 1997/98   | Halifax Town               | —                        |
| 1998/99   | Cheltenham Town (1)        | —                        |
| 1999/00   | Kidderminster Harriers (2) | —                        |
| 2000/01   | Rushden & Diamonds         | —                        |
| 2001/02   | Boston United              | —                        |
| 2002/03   | Yeovil Town                | Doncaster Rovers         |
| 2003/04   | Chester City               | Shrewsbury Town          |
| 2004/05   | Barnet (2)                 | Carlisle United          |
| 2005/06   | Accrington Stanley         | Hereford United          |
| 2006/07   | Dagenham & Redbridge       | Morecambe                |
| 2007/08   | Aldershot Town             | Exeter City              |
| 2008/09   | Burton Albion              | Torquay United           |
| 2009/10   | Stevenage Borough (2)      | Oxford United            |
| 2010/11   | Crawley Town               | AFC Wimbledon            |
| 2011/12   | Fleetwood Town             | York City                |
| 2012/13   | Mansfield Town             | Newport County           |
| 2013/14   | Luton Town                 | Cambridge United         |
| 2014/15   | Barnet (3)                 | Bristol Rovers           |
| 2015/16   | Cheltenham Town (2)        | Grimsby Town             |
| 2016/17   | Lincoln City (2)           | Forest Green Rovers      |
| 2017/18   | Macclesfield Town F        | Tranmere Rovers FC       |
| 2018/19   | Leyton Orient              | Salford City             |
| 2019/20   | Barrow                     | Harrogate Town           |
| 2020/21   | Sutton United              | Hartlepool United        |
| 2021/22   | Stockport County           | Grimsby Town             |
| 2022/23   | Wrexham                    | Notts County             |
| 2023/24   | Chesterfield               | Bromley                  |

## Resultados de los Play-offs
| Season  | Play-offs                                                                                               | Primera semifinal                                                                                               | Segunda semifinal                                                                                              | Final                                                                                     | Sede de la Final                       |
| ------- | --- | --- | --- | ----------------------------------------------------------------------------------------- | -------------------------------------- |
| 2022–23 | Barnet 1 - 2 Boreham Wood Woking FC 1 - 2 Bromley                                                       | Notts County 3 - 2 (a.e.t) Boreham Wood                                                                         | Chesterfield 3 - 2 Bromley                                                                                     | Chesterfield 2 - 2 Notts County Notts County ganó 4–3 en penalties                        | Wembley Stadium, Londres               |
| 2021–22 | Halifax Town 0 - 1 Chesterfield Notts County 1 - 2 (a.e.t) Grimsby                                      | Sollihull Moors 3 - 1 Chesterfield                                                                              | Wrexham 4 - 5 (a.e.t)Grimsby                                                                                   | Sollihull Moors 1-2 Grimsby Town(a.e.t)                                                   | Estadio Olímpico de Londres, Londres   |
| 2020–21 | Notts County 3–2 Chesterfield Hartlepool United 3–2 Bromley                                             | Torquay United 4–2 (a.e.t) Notts County                                                                         | Stockport County 0-1 Hartlepool United                                                                         | Torquay United 1-1 Hartlepool United (Torquay 4-5 Hartlepool en penales).                 | Ashton Gate Stadium, Bristol           |
| 2019–20 | Boreham Wood 2–1 FC Halifax Town Yeovil Town 0–2 Barnet                                                 | Harrogate Town 1–0 Boreham Wood                                                                                 | Notts County 2–0 Barnet                                                                                        | Harrogate Town 3–1 Notts County (Match Report)                                            | Wembley Stadium, London                |
| 2018–19 | AFC Fylde 3–1 Harrogate Town Wrexham 0–1 (a.e.t) Eastleigh                                              | Solihull Moors 0–1 AFC Fylde                                                                                    | Eastleigh 1–1 Salford City Salford City ganó 4–3 en penalties                                                  | AFC Fylde 0–3 Salford City (Match Report)                                                 | Wembley Stadium, London                |
| 2017–18 | Aldershot Town 1–1 Ebbsfleet United (Ebbsfleet United ganó 5–4 en penalties) Boreham Wood 2–1 AFC Fylde | Tranmere Rovers 4–2 (a.e.t) Ebbsfleet United                                                                    | Sutton United 2–3 Boreham Wood                                                                                 | Tranmere Rovers 2–1 Boreham Wood (Match Report)                                           | Wembley Stadium, London                |
| 2016–17 | N/A | Aldershot Town 0–3 Tranmere Rovers 2–2 Aldershot Town Tranmere Rovers won 5–2 on aggregate                      | Dagenham & Redbridge 1–1 Forest Green Rovers 2–0 Dagenham & Redbridge Forest Green Rovers won 3–1 on aggregate | Tranmere Rovers 1–3 Forest Green Rovers (Match Report)                                    | Wembley Stadium, London                |
| 2015–16 | N/A | Dover Athletic 0–1 Forest Green Rovers 1–1 Dover Athletic Forest Green Rovers won 2–1 on aggregate              | Grimsby Town 0–1 Braintree Town 0–2 Grimsby Town Grimsby Town won 2–1 on aggregate                             | Forest Green Rovers 1–3 Grimsby Town (Match Report)                                       | Wembley Stadium, London                |
| 2014–15 | N/A | Forest Green Rovers 0–1 Bristol Rovers 2–0 Forest Green Rovers Bristol Rovers won 3–0 on aggregate              | Eastleigh 1–2 Grimsby Town 3–0 Eastleigh Grimsby Town won 5–1 on aggregate                                     | Bristol Rovers 1–1 Grimsby Town Bristol Rovers won 5–3 on penalties (Match Report)        | Wembley Stadium, London                |
| 2013–14 | N/A | FC Halifax Town 1–0 Cambridge United 2–0 FC Halifax Town Cambridge United won 2–1 on aggregate                  | Grimsby Town 1–1 Gateshead 3–1 Grimsby Town Gateshead won 4–2 on aggregate                                     | Cambridge United 2–1 Gateshead (Match Report)                                             | Wembley Stadium, London                |
| 2012–13 | N/A | Wrexham 2–1 Kidderminster Harriers 1–3 Wrexham Wrexham won 5–2 on aggregate                                     | Grimsby Town 0–1 Newport County 1–0 Grimsby Town Newport County won 2–0 on aggregate                           | Wrexham 0–2 Newport County (Match Report)                                                 | Wembley Stadium, London                |
| 2011–12 | N/A | Luton Town 2–0 Wrexham 2–1 Luton Town Luton Town won 3–2 on aggregate                                           | York City 1–1 Mansfield Town 0–1 York City York City won 2–1 on aggregate                                      | Luton Town 1–2 York City (Match Report)                                                   | Wembley Stadium, London                |
| 2010–11 | N/A | Fleetwood Town 0–2 AFC Wimbledon 6–1 Fleetwood Town AFC Wimbledon won 8–1 on aggregate                          | Wrexham 0–3 Luton Town 2–1 Wrexham Luton Town won 5–1 on aggregate                                             | AFC Wimbledon 0–0 Luton Town AFC Wimbledon won 4–3 on penalties (Match Report)            | City of Manchester Stadium, Mánchester |
| 2009–10 | N/A | Luton Town 0–1 York City 1–0 Luton Town York City won 2–0 on aggregate                                          | Oxford United 2–0 Rushden & Diamonds 1–1 Oxford United Oxford United won 3–1 on aggregate                      | Oxford United 3–1 York City (Match Report)                                                | Wembley Stadium, London                |
| 2008–09 | N/A | Stevenage Borough 3–1 Cambridge United 3–0 Stevenage Borough Cambridge United won 4–3 on aggregate              | Torquay United 2–0 Histon 1–0 Torquay United Torquay United won 2–1 on aggregate                               | Cambridge United 0–2 Torquay United (Match Report)                                        | Wembley Stadium, London                |
| 2007–08 | N/A | Burton Albion 2–2 Cambridge United 2–1 Burton Albion Cambridge United won 4–3 on aggregate                      | Exeter City 1–2 Torquay United 1–4 Exeter City Exeter City won 5–3 on aggregate                                | Cambridge United 0–1 Exeter City (Match Report)                                           | Wembley Stadium, London                |
| 2006–07 | N/A | Exeter City 0–1 Oxford United 1–2 Exeter City 2–2 draw on aggregate Exeter won 4–3 on penalties                 | York City 0–0 Morecambe 2–1 York City Morecambe won 2–1 on aggregate                                           | Morecambe 2–1 Exeter City (Match Report)                                                  | Wembley Stadium, London                |
| 2005–06 | N/A | Halifax Town 3–2 Grays Athletic 2–2 Halifax Town Halifax Town won 5–4 on aggregate                              | Morecambe 1–1 Hereford United 3–2 Morecambe Hereford United won 4–3 on aggregate                               | Hereford United 3–2 Halifax Town after extra time (Match Report)                          | Walkers Stadium, Leicester             |
| 2004–05 | N/A | Aldershot Town 1–0 Carlisle United 2–1 Aldershot Town 2–2 draw on aggregate Carlisle won 5–4 on penalties       | Stevenage Borough 1–1 Hereford United 0–1 Stevenage Borough Stevenage Borough won 2–1 on aggregate             | Carlisle United 1–0 Stevenage Borough (Match Report)                                      | Britannia Stadium, Stoke-on-Trent      |
| 2003–04 | N/A | Aldershot Town 1–1 Hereford United 0–0 Aldershot Town 1–1 draw on aggregate Aldershot won 4–2 on penalties      | Barnet 2–1 Shrewsbury Town 1–0 Barnet 2–2 draw on aggregate Shrewsbury won 5–3 on penalties                    | Aldershot Town 1–1 Shrewsbury Town Shrewsbury won 3–0 on penalties (Match Report)         | Britannia Stadium, Stoke-on-Trent      |
| 2002–03 | N/A | Dagenham & Redbridge 2–1 Morecambe 2–1 Dagenham & Redbridge 2–2 draw on aggregate Dagenham won 3–2 on penalties | Doncaster Rovers 1–1 Chester City 1–1 Doncaster Rovers 2–2 draw on aggregate Doncaster won 4–3 on penalties    | Doncaster Rovers 3–2 Dagenham & Redbridge Doncaster won with a golden goal (Match Report) | Britannia Stadium, Stoke-on-Trent      |

1. ↑  «Conference Announces Vanarama As New League Sponsor» (en inglés). Non League Bets. 30 de julio de 2014. Archivado desde el original el 18 de octubre de 2014. Consultado el 1 de junio de 2015.
2. ↑  «Football Conference to be renamed as National League». BBC (en inglés). 6 de abril de 2015. Consultado el 1 de junio de 2015.
3. ↑  Play-offs eliminator round was first introduced for 2017–18 season

## Cobertura mediática
En agosto de 2006, Setanta Sports firmó un contrato de un lustro de duración con la Conference. Gracias al mismo, esta empresa comenzó a emitir partidos en directo en la temporada 2007-08, un total de 79 cada temporada. Asimismo, en el contrato constaban los encuentros de la eliminatoria, así como la Conference League Cup, un competición de copa en la que podían participar los equipos de las tres divisiones de la Football Conference. Setenta emitía dos partidos semanas, uno el jueves a la tarde y otro durante el fin de semana. En Australia, Setenta Sports Australia, la división de la empresa en el país oceánico, también retransmitió tales encuentors. Setenta Sports atravesó un período de dificultades financieras y cesó sus emisiones en el Reino Unido el 23 de junio de 2009. Al año siguiente, Sky Sports retransmitió la final de la eliminatoria, disputada en Wembley.
El 19 de agosto de ese mismo año, Premier Sports anunció la compra de los derechos televisivos de una treintena de partidos por temporada de la Conference Premier durante tres temporadas para su retransmisión exclusiva y en directo. Entre estos treinta encuentros, contarían todos los cinco de la eliminatoria de la Conference Premier. Conforme a un acuerdo tomado con la Football Conference, los clubes debían recibir la mitad de los ingresos de la empresa provenientes de las suscripciones para ver los partidos, además de la tarifa que ya tenía que pagarles. Asimismo, la Conference se aseguró un 50 % de los ingresos conseguidos gracias a los anuncios mostrados durante la emisión de los partidos. Durante la temporada 2010-11, Premier Sports no consiguió atraer la suficiente audiencia como para compartir los ingresos con los clubes, aparte de las cinco mil libras que debía conceder a los equipos locales y las mil a los visitantes por encuentro. En julio de 2013, BT Sport anunció la firma de un contrato de dos años de duración con el cual iba a tener derecho a emitir treinta partidos por temporada, incluyendo los cinco de las eliminatorias de ascenso. La National League ha anunciado la renovación del contrato con BT Sport por tres años más y, además, ha puesto en marcha su propio canal, conocido como NLTV, que se centrará en los 68 equipos que conforman las tres categorías.

## Equipos de la temporada 2024-25
| Club                 | Posición de la última temporada | Localización      | Estadio                         | Capacidad |
| -------------------- | ------------------------------- | ----------------- | ------------------------------- | --------- |
| A.F.C. Fylde         | 18º                             | Wesham            | Mill Farm Sports Village        | 6,000     |
| Aldershot Town       | 8º                              | Aldershot         | Recreation Ground               | 7,200     |
| Altrincham           | 4º                              | Altrincham        | Moss Lane                       | 7,700     |
| Braintree Town       | 5º en National League South     | Braintree         | Cressing Road                   | 4,222     |
| Barnet               | 2º                              | London (Edgware)  | The Hive Stadium                | 6,418     |
| Boston United        | 6º en National League North     | Boston            | Boston Community Stadium        | 5,061     |
| Dagenham & Redbridge | 15º                             | London (Dagenham) | Victoria Road                   | 6,078     |
| Eastleigh            | 13º                             | Eastleigh         | Ten Acres                       | 5,250     |
| Ebbsfleet United     | 19º                             | Northfleet        | Stonebridge Road                | 5,011     |
| Forest Green Rovers  | 24º en EFL League Two           | Nailsworth        | The New Lawn                    | 5,141     |
| Gateshead            | 6º                              | Gateshead         | Gateshead International Stadium | 11,800    |
| Halifax Town         | 7º                              | Halifax           | The Shay                        | 14,061    |
| Hartlepool United    | 12º                             | Kidderminster     | Victoria Park                   | 7,749     |
| Maidenhead United    | 14º                             | Maidenhead        | York Road                       | 4,000     |
| Oldham Athletic      | 10º                             | Oldham            | Boundary Park                   | 13,512    |
| Rochdale             | 11º                             | Rochdale          | Crown Oil Arena                 | 9,961     |
| Solihull Moors       | 5º                              | Solihull          | Damson Park                     | 3,050     |
| Southend United      | 9º                              | Southend-on-Sea   | Roots Hall                      | 12,392    |
| Sutton United        | 23º en EFL League Two           | London (Sutton)   | Gander Green Lane               | 7,032     |
| Tamworth             | 1º en National League North     | Tamworth          | The Lamb Ground                 | 4,963     |
| Wealdstone           | 16º                             | London (Ruislip)  | Grosvenor Vale                  | 4,085     |
| Woking               | 17º                             | Woking            | Kingfield Stadium               | 6,036     |
| Yeovil Town          | 1º en National League South     | Yeovil            | Huish Park                      | 9,565     |
| York City            | 20º                             | York              | Bootham Crescent                | 9,196     |

## Récords
- Mayor número de victorias en una temporada: 34 — Wrexham (2022-23).
- Mayor número de victorias consecutivas: 12 — Burton Albion (2008-09), Mansfield Town (2012-13).
- Menor número de derrotas en una temporada: 3 — Yeovil Town (2002-03), Crawley Town (2010-11), Wrexham (2022-23).
- Mayor número de goles anotados en una temporada: 103 — Barnet (1990-91), Hereford United (2003-04).
- Menor número de goles recibidos en una temporada: 24 — Kettering Town (1993-94), Stevenage Borough (2009-10).
- Mayor número de puntos en una temporada: 111 — Wrexham (2022-23).
- Menor número de puntos en una temporada: 10 — Hyde (2013-14).
- Mayor diferencia de puntos entre el campeón y el segundo clasificado: 19 — Luton Town (2013-14; 101 puntos) sobre el Cambridge United (82 puntos).
- Mayor diferencia de goles: 67 — Luton Town (2013-14).
- Mayor victoria: 9-0 — Runcorn contra el Enfield (3 de marzo de 1990), Sutton United frente al Gateshead (22 de septiembre de 1990), Hereford United contra el Dagenham & Redbridge (27 de febrero de 2004) y Rushden & Diamonds frente al Weymouth (21 de febrero de 2009).
- Récord de asistencia:
  - En play-offs: 47 029 — Bristol Rovers - Grimsby Town, disputado en Wembley (final de la eliminatoria de ascenso, 17 de mayo de 2015).[1]
  - En partido de liga: 11 085 — Bristol Rovers - Alfreton Town, disputado en el Memorial Stadium (25 de abril de 2015).[2]

### Citas
1. ↑  Brendon Mitchell (17 de mayo de 2015). «Bristol Rovers 1-1 Grimsby» (en inglés). BBC Sport. Consultado el 19 de junio de 2015.
2. ↑  «Bristol Rovers 7-0 Alfreton Town» (en inglés). BBC Sport. 25 de abril de 2015. Consultado el 19 de junio de 2015.